# Heptan-1-ol
L'heptan-1-ol (abans anomenat 1-heptanol) és un compost orgànic del grup dels alcohols constituït per una cadena lineal de set àtoms de carboni amb el grup hidroxil {\displaystyle {\ce {-OH}}} enllaçat al primer. La seva fórmula molecular és {\displaystyle {\ce {C7H16O}}}.

## Propietats

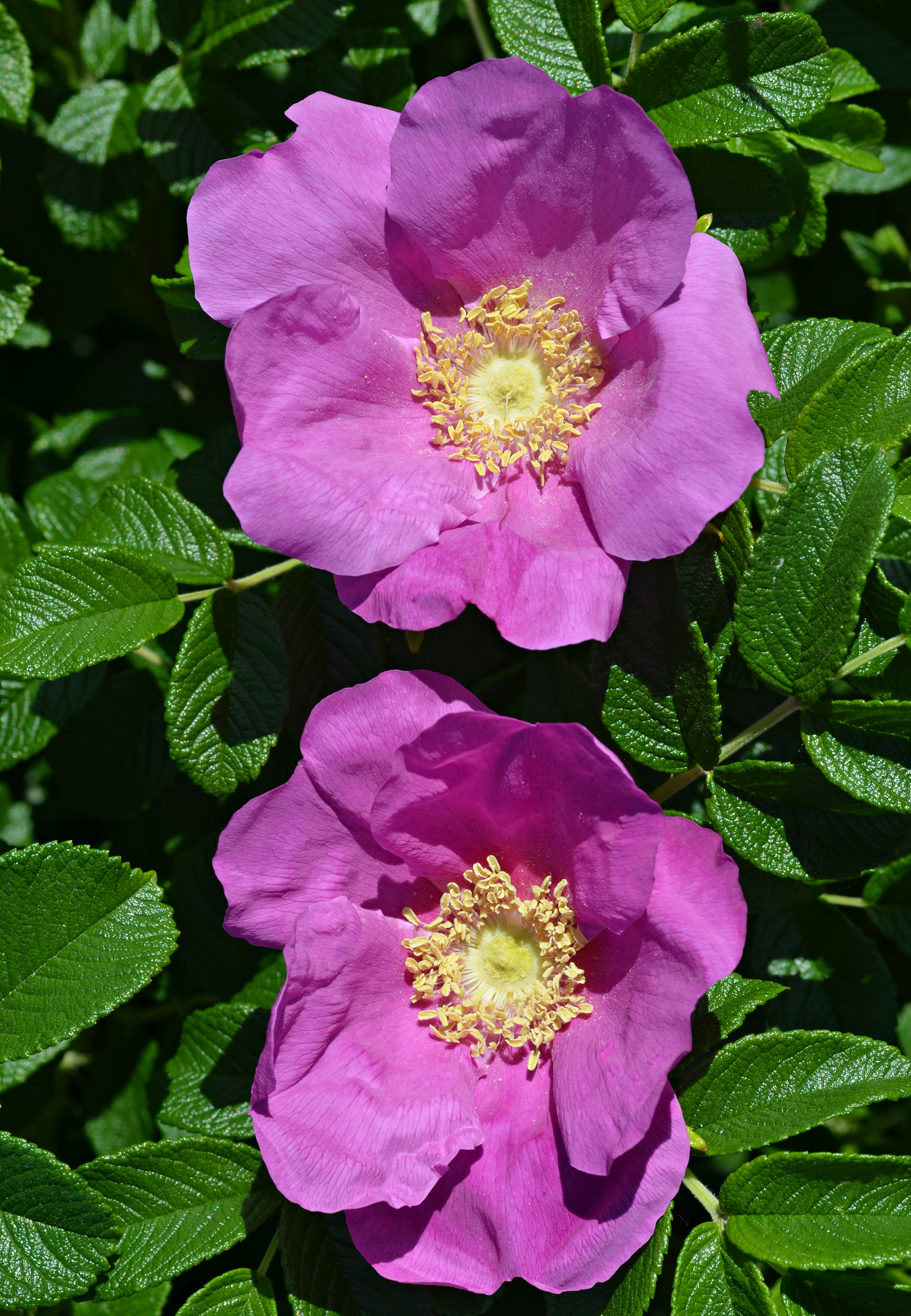
Flors de rosa japonesa

A temperatura ambient és un líquid incolor amb olor feble. La seva densitat és de 0,8219 g/cm³ a 20 °C, el seu punt de fusió –34,6 °C i el d'ebullició 175,8 °C. El seu punt d'inflamabilitat és de 71 °C i la temperatura d'ignició 275 °C. És soluble en aigua (1,0 g/l a 18 °C, 2,85 g/l a 100 °C) i soluble en etanol i dietilèter. La seva pressió de vapor és de 0,2163 mm Hg a 25 °C.
L'heptan-1-ol es troba en alguns olis essencials, com ara el de la rosa japonesa Rosa rugosa. També està present en el cacauet torrat, aiguardent, segó d'arròs, arròs cuit, vainilla borbònica, plàtan, cirera, taronja, pinya, pruna i altres.

## Aplicacions
Les barreges d'alcohol s'utilitzen com a dissolvents o solubilitzants en el sector de la pintura i la tinta d'impressió, com a components en auxiliars tèxtils i pesticides, per a l'extracció d'hormones, i en el camp tensioactiu com a impulsors d'espuma o agents antifrapants.